# Flugunfall der Strato-Freight bei San Juan 1949
Der Flugunfall der Strato-Freight 1949 ereignete sich auf dem Charterflug einer Curtiss C-46D-5-CU NC92857 der Strato-Freight von San Juan auf Puerto Rico nach Miami in Florida am 7. Juni 1949. Auf diesem Flug musste die Maschine im Atlantischen Ozean notgewassert werden, nachdem die Triebwerke im Flug ausgefallen waren. Fünf der sechs Besatzungsmitglieder sowie 23 Passagiere konnten von der sinkenden Maschine gerettet werden, jedoch ertranken 53 Insassen. Es handelt sich um den schwersten Flugunfall in Puerto Rico, zudem war es zu diesem Zeitpunkt der zweitschwerste mit einer Curtiss C-46.

## Maschine
Das Flugzeug war eine Curtiss C-46D-5-CU, die im Jahr 1944 im Werk von Curtiss-Wright endmontiert und mit der Werknummer 30506 und dem militärischen Luftfahrzeugkennzeichen 42-101051 an die United States Army Air Forces (USAAF) ausgeliefert wurde. Im Jahr 1945 wurde die Maschine ausgeflottet, eingelagert und an die RFC Reconstruction Finance Corporation übergeben, diese verkaufte die Curtiss im Jahr 1947 an die Strato-Freight weiter, welche die Maschine mit dem Kennzeichen NC92857 wieder zuließ. Das zweimotorige Mittelstreckenflugzeug war mit zwei 18-Zylinder-Doppelsternmotoren des Typs Pratt & Whitney R-2800-75 Double Wasp ausgestattet. Bis zum Zeitpunkt des Unfalls hatte die Maschine eine Gesamtbetriebsleistung von 2.002 Betriebsstunden absolviert.

## Insassen
Den Flug von San Juan nach Miami hatten 75 Passagiere angetreten, darunter befanden sich fünf Säuglinge und 14 Kinder im Alter von zwei bis zwölf Jahren. Da die Curtiss nur über 65 Kabinensitzplätze verfügte, mussten in manchen Sitzen zwei Passagiere Platz nehmen. Es befand sich eine sechsköpfige Besatzung an Bord. Der Flugkapitän verfügte über 6.400 Stunden Flugerfahrung, von denen 3.200 Stunden auf die Curtiss C-46 entfielen. Der Erste Offizier konnte 3.860 Stunden Flugerfahrung vorweisen, von denen er 2.000 Stunden mit der Curtiss C-46 abgeleistet hatte.

## Unfallhergang
Die Maschine war am 4. Juni aus Newark nach San Juan geflogen worden. In San Juan wurden die Seile der Auftriebshilfen ausgetauscht und beide Triebwerke geprüft. Da es bei dem Triebwerkstest zu Fehlzündungen am rechten Triebwerk gekommen war, wurden 13 neue Zündkerzen installiert. Kurz vor Mitternacht des 6./7. Juni bestiegen die Passagiere die Maschine. Die Ladepapiere wiesen ein Gewicht von 44.500 Pfund aus, tatsächlich wog die Maschine 48.709 Pfund und war damit gegenüber ihrem zulässigen Höchstabfluggewicht von 45.000 Pfund um 3.709 Pfund (1684 kg) überladen. Um 00:10 Uhr rollte die Curtiss zur Startbahn 27 des Flughafens San Juan. Dort wurde sie noch einmal für den Abflug überprüft, wobei die Triebwerke und Steuerflächen zu diesem Zeitpunkt ganz normal funktionierten. Der Start erfolgte um 00:21 Uhr und die Piloten erhielten nach dem Start von der Flugsicherung die Freigabe, auf ihre Reiseflughöhe von 8.500 Fuß zu steigen.
Eine Minute nach dem Abheben, bei einer Geschwindigkeit von 115 Meilen pro Stunde und einer Flughöhe von 250 Fuß, kam es zu erheblichen Fehlzündungen und einem Leistungsverlust am rechten Triebwerk. Die Piloten unternahmen keine Versuche, um den zugehörigen Propeller in die Segelstellung zu bringen. Sie erklärten Luftnotlage, die Flugsicherung wies ihnen zur Notlandung die Landebahn 09 zu. Da die Fluggeschwindigkeit niedrig war und die Höhe nicht gehalten werden konnte, wurde die Maschine 200 Yards (182 Meter) vor der Küste bei Punta Salinas auf dem Wasser aufgesetzt. Während der sechs Minuten, die die Maschine an der Wasseroberfläche trieb, warfen die Besatzungsmitglieder zwei nicht aufgepumpte Rettungsflöße ins Wasser und statteten die Passagiere mit Rettungswesten aus. Während des Evakuierungsvorgangs herrschte große Verwirrung, da die Passagiere vor der Notwasserung nicht darüber informiert wurden, wo sich die Notfallausrüstung an Bord der Maschine befand und wie diese zu nutzen war. Von den 81 Insassen überlebten nur 23 Passagiere und fünf Besatzungsmitglieder, 53 Personen ertranken.

## Ursache
Das Civil Aeronautics Board (CAB) übernahm nach dem Unfall die Ermittlungen zur Unfallursache. Die Ermittler sahen den Triebwerksausfall in geringer Höhe, zu dem es gekommen war, bevor die Maschine die notwendige Geschwindigkeit erreicht hatte, um mit nur einem Triebwerk zu steigen, als unfallursächlich an. Zusammen mit dem überladenen Zustand der Maschine habe dies dazu geführt, dass die Höhe nicht gehalten werden konnte und eine Notwasserung erforderlich wurde.
Es wurde festgestellt, dass 30 der 36 installierten Zündkerzen weder durch deren Hersteller, durch den Triebwerkshersteller noch durch die United States Air Force (die Curtiss C-46 war im Zweiten Weltkrieg als reines Militärflugzeug entwickelt und erst danach der zivilen Nutzung zugeführt worden) zertifiziert waren. Der Magnetschalter für das rechte Triebwerk war nach links gestellt, was zur Folge hatte, dass nur die hinteren Zündkerzen befeuert wurden; diese wiesen Spuren großer Hitze auf.
Das CAB entzog Strato-Freight im Juli 1949 die Betriebslizenz.